# Blijf-van-mijn-lijfhuis
Blijf-van-mijn-lijfhuizen, sinds de jaren 2010 ook wel Oranje Huizen genoemd, zijn opvanghuizen voor slachtoffers (meestal vrouwen en hun kinderen) van huiselijk geweld in Nederland.
De oorspronkelijke blijf-van-mijn-lijfhuizen in Nederland werden opgericht vanaf begin jaren 70, bevonden zich op geheimgehouden locaties en boden bescherming tegen geweld, maar ook hulp bij het aanpakken van praktische problemen. Daarnaast werkten de initiatiefnemers aan publieke aandacht voor het bestaan van huiselijk geweld. Binnen tien jaar waren er landelijk vijftien Blijf-van-m'n-lijfhuizen opgericht, vanaf 1980 samenwerkend en bestuurlijk verenigd in de Blijf-groep. De huizen maakten een ontwikkeling door van zelfhulporganisaties naar onderzoek, institutionalisering en professionalisering.
Sinds 2009 werkt een aantal huizen met de Oranje Huis-aanpak, op initiatief van Blijf-van-m'n-lijfhuis Alkmaar; daar werd in 2010 werd het eerste Oranje Huis geopend. Het oorspronkelijke concept van het 'blijf-van-mijn-lijfhuis' op een strikt geheim gehouden locatie is in de jaren 2010 geleidelijk verdwenen ten gunste van dergelijke oranjehuizen op bekende locaties waar vrouwen bescherming en veiligheid genieten, maar enig gereguleerd contact met de (ex-)partner mogelijk blijft als daar van beide kanten behoefte aan bestaat. Desondanks worden dergelijke opvanghuizen vaak nog steeds 'blijf-van-mijn-lijfhuizen' genoemd.

## Het begin

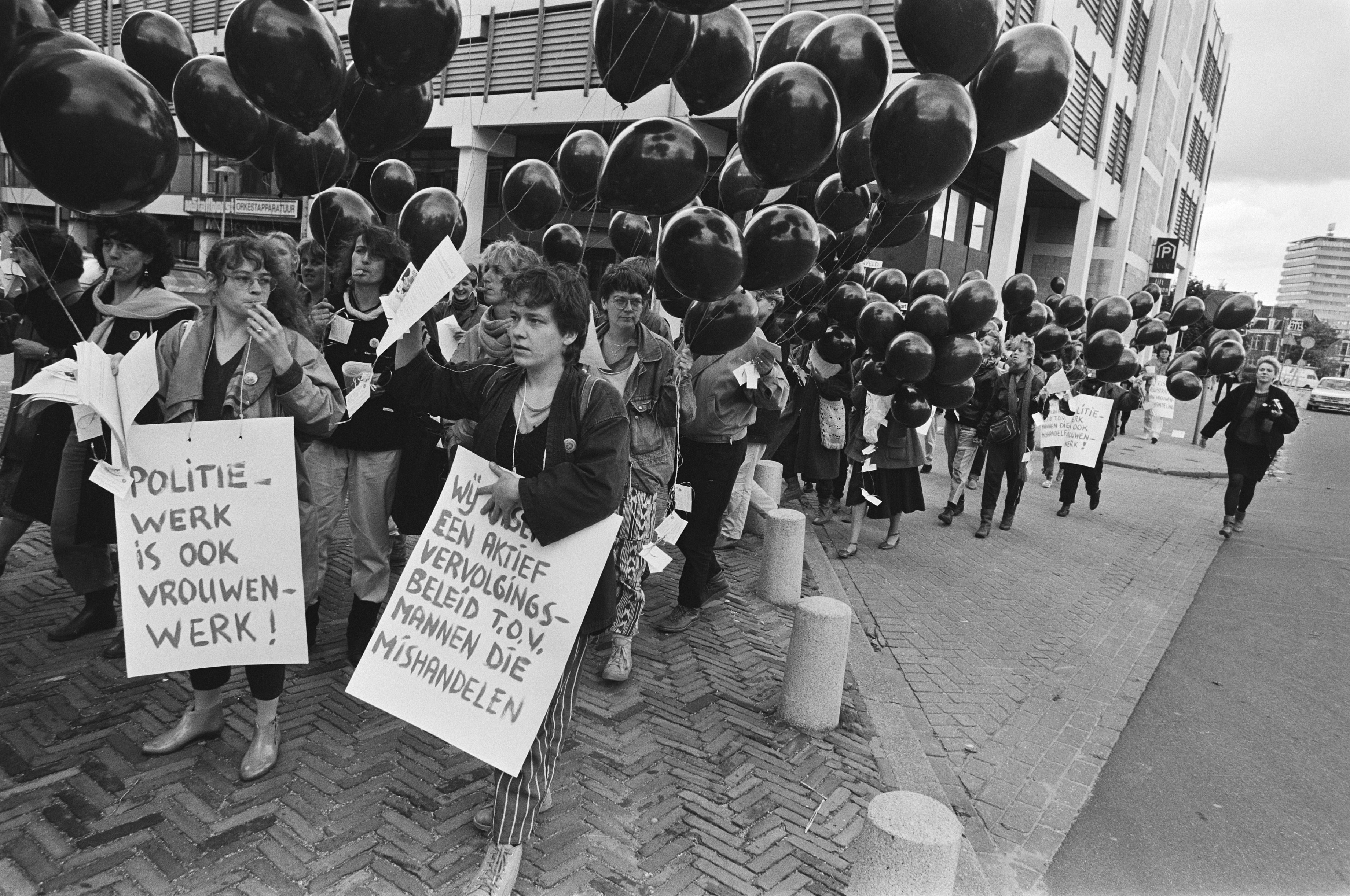
Symbolische aangifte van vrouwenmishandeling in het kader van het 10-jarig bestaan van de stichting "Blijf van mijn lijf" (Utrecht, 1984)

Blijf van m'n lijf werd opgericht door onder anderen Noor van Crevel en Martine van Rappard. Als maatschappelijk werker en docent aan de sociale academie De Aemstelhorn constateerde Van Crevel dat in de hulpverlening het belang van vrouwen consequent ondergeschikt werd gemaakt aan dat van het gezin of de echtgenoot, met name op het gebied van geweld in de privésfeer. Zij ontmoette Martine van Rappard die bij het JAC (Jongeren Advies Centrum) had geprobeerd een sectie vrouwenwerk op te richten.  In 1973 bezochten zij samen met Grietje Bosma, Betty Vinken en Marga van Rijen Chiswick Women’s Aid (sinds 1993 Refuge genaamd), het eerste opvanghuis voor mishandelde vrouwen, in 1971 in Londen gestart door Erin Pizzey. Dat initiatief was voor hen een voorbeeld .  Zij kraakten een pand en richtten in 1974 het eerste blijf-van-mijn-lijfhuis voor vrouwen op, in Amsterdam aan de Omval. Het adres werd strikt geheimgehouden, net als dat van de opvanghuizen die daarna in Nederland zijn ingericht. In 1976 in Zwolle en Groningen, in 1977 in Nijmegen, in 1980 in Alkmaar. In 1982 waren er al twintig Blijf-van-mijn-lijfhuizen. In de eerste tien jaar werden naar schatting 12.000 vrouwen en 24.000 kinderen opgevangen.

## Doelstellingen

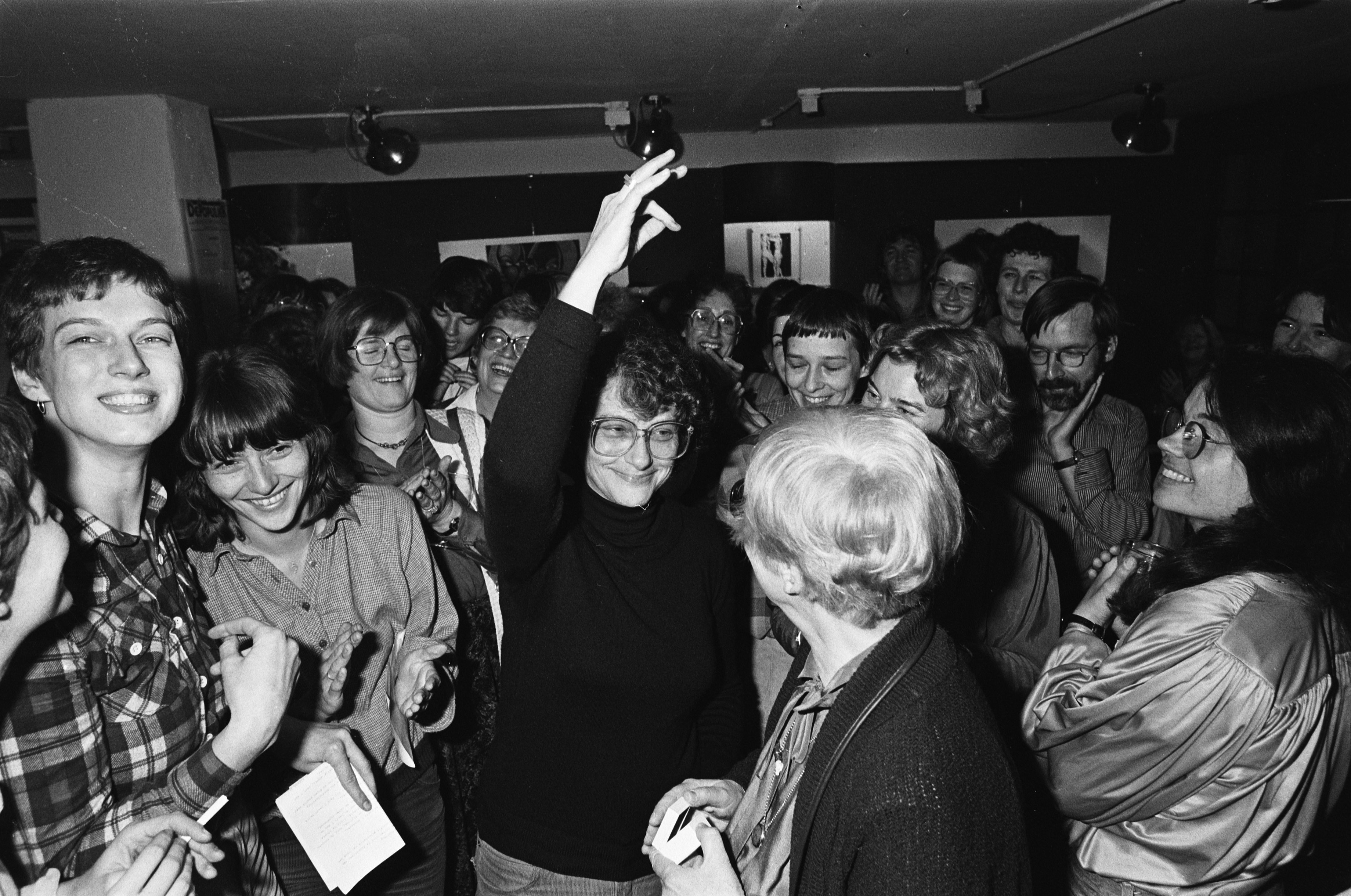
Harriët Freezerring voor Blijf van mijn lijf (1979)

De Blijf-van-mijn-lijfhuizen boden niet alleen bescherming tegen geweld, in de huizen konden de mishandelde vrouwen ook hulp krijgen bij het vinden van juridische of gerechtelijke bijstand, en eventueel bij het vinden van woonruimte na de opvang. De huizen functioneerden de eerste jaren volgens de zelfhulp-methode: met behulp van vrijwilligsters hielden de vrouwen zelf het huishouden draaiende, vingen nieuwe bewoners op en bij de hulpvraag ging het om wat vrouwen zelf als hun belang formuleerden. De medewerksters waren geen hulpverleners en werkten onbetaald. Aan de zelfhulp-methode ging het principe van horizontaliteit gepaard: ieders mening was belangrijk, iedereen beslist mee, de plenaire vergadering was het beslissingsorgaan.  De huizen werden gefinancierd met giften van particulieren en fondsen. 
De andere belangrijke doelstelling van de actiegroep Blijf van mijn lijf was het verkrijgen van publieke aandacht voor het fenomeen van geweld in de privésfeer, bij de politiek, de overheid, de reguliere hulpverlening. De actiegroep verzorgde onder andere voorlichtingsbijeenkomsten waaraan ook bewoonsters meewerkten. Huiselijk geweld moest niet langer gezien en behandeld worden als een individueel probleem, een probleem in de relatie, maar als een maatschappelijk probleem, het resultaat van een sociaal systeem van ongelijkheid tussen mannen en vrouwen. Vrouwen waren over het algemeen financieel afhankelijk van hun man, waardoor het voor hen moeilijk werd om het geweld te ontvluchten: zij kregen slechts minimale ondersteuning om buiten het huwelijk een zelfstandig leven op te bouwen. De actiegroep wilde erkenning van huiselijk geweld als een serieus probleem op maatschappelijk en politiek niveau.

## Professionalisering
Blijf van m'n lijf werd in de loop van de jaren zeventig van de vorige eeuw een landelijke beweging, de discussies over de visie, uitgangspunten en strategie werden besproken op landelijke dagen. Ook werd er praktisch samengewerkt in landelijke werkgroepen zoals de 'poen'-groep en het kinderwerkgroepenoverleg. Belangrijke discussiepunten waren bijvoorbeeld het kinderwerk, het vrijwilligersprincipe en de opvang van zwarte, migranten en vluchtelingenvrouwen.
Voor het kinderwerk werd van begin af aan professionele en betaalde begeleiding wel gepast gevonden. De discussie ging over het wel of niet aannemen van mannen als kinderwerkers. Er was meer discussie over het vrijwilligersprincipe. De meeste huizen stelden na verloop van tijd en indien mogelijk een betaalde 'huismoeder' of een administratieve kracht aan; zij droegen zorg voor de beleidsadvisering en de uitvoering door het collectief. Een kleine minderheid van de huizen was in het algemeen tegen het vrijwilligersprincipe: vrouwen dienden betaald te krijgen voor het werk dat zij deden. Een ander argument was dat de bewoonsters niet zelf voor het zelfhulpprincipe hadden gekozen.
Begin jaren tachtig kwam een toestroom van migrantenvrouwen naar de Blijf-van-mijn-lijfhuizen op gang, veelal Turkse en Marokkaanse vrouwen die in het kader van de gezinshereniging naar Nederland waren gekomen, beperkt Nederlands spraken, vaak afgesloten van de Nederlandse samenleving leefden. Het grootste probleem was dat zij voor hun verblijfsvergunning afhankelijk waren van hun echtgenoot. Uit angst voor uitzetting voelden zij zich vaak gedwongen bij hun mishandelende man te blijven. Er werden tolken ingeschakeld, ook werd samenwerking gezocht met advocates.rond de juridische problematiek. De actiegroepen Blijf van m'n lijf en Vrouwen voor een Zelfstandige Verblijfsvergunning ijverden voor een zelfstandig verblijfsrecht. 
De komst van zwarte en migrantenvrouwen in de Blijf-van-mijn-lijfhuizen zette ook het concept van de hulpverlening - zelfhulpmethode, horizontaliteit en vrijwilligerswerk -  onder druk. Die was bedacht vanuit een witte middenklassepositie, zo luidde de kritiek, en sloot niet aan bij de wensen en de situatie van de zwarte en migrantenvrouwen. Zij waren vaak uit de arbeidersklasse afkomstig, en voor hen waren de banden met de familie en de gemeenschap vaak juist heel belangrijk.
Niet alleen de methodiek moest aangepast worden, er was ook een meer etnisch divers personeelsbestand nodig en interculturele deskundigheid. Blijf van m'n lijf Amsterdam ontwikkelde vanaf 1986 een anti-racismebeleid. In de jaren negentig werden professionele, betaalde medewerksters aangetrokken, al probeerde men zo min mogelijk aan het zelfhulp-principe te tornen.

## Institutionalisering
Daarnaast traden de Blijf-van-mijn-lijfhuizen eind jaren zeventig gezamenlijk op naar het ministerie van Cultuur, Recreatie en Maatschappelijk werk (CRM). Financiële onafhankelijkheid van de overheid bleek niet langer haalbaar. In 1980 kwam er een subsidieregeling die echter ook voorwaarden stelde aan professionaliteit en organisatie. Zo stelde CRM als eis dat alle Blijfhuizen gezamenlijk een landelijke gesprekspartner moesten aanwijzen die hen als geheel kon vertegenwoordigen. Dat werd de stichting Blijf. Voor het overige bleven de verschillende Blijfhuizen autonoom.
Vanaf 1990 was echter de overheidsfinanciering van vrouwenopvang, zowel van Blijf-van-mijn-lijfhuizen als de reguliere opvang, gedecentraliseerd van landelijke naar gemeentelijke overheid. De Blijfhuizen moesten met regionale partners concurreren om subsidies. Sommige Blijfhuizen sloten, de meeste fuseerden al dan niet noodgedwongen met reguliere opvanghuizen. Zo fuseerde het Blijf van m'n Lijfhuis Amsterdam in 2000 met Het Eliashuis tot de stichting Vrouwenopvang Amsterdam.

## Onderzoek en beleidsontwikkeling
De actiegroep Blijf van m'n lijf slaagde erin duidelijk te maken dat vrouwenmishandeling geen privéaangelegenheid is maar een serieus te nemen maatschappelijk probleem. Mede gesteund door andere initiatieven binnen de vrouwenbeweging tegen geweld tegen vrouwen,  zoals Vrouwen tegen verkrachting, Tegen haar wil, de Stichting tegen Vrouwenhandel, Zwarte vrouwen tegen geweld. Een belangrijke stap werd gezet toen in 1981 Hedy d'Ancona aantrad als staatssecretaris van Emancipatiezaken (1981-1982) en later als minister van Welzijn, Volksgezondheid en Cultuur (1989-1994). Zij gaf de aanzet tot de eerste beleidsnota, 'Bestrijding seksueel geweld tegen vrouwen en meisjes' (1984). Daarin erkende de regering dat seksueel geweld een van de ernstige gevolgen is van ongelijke machtsverhoudingen tussen mannen en vrouwen; er werden wettelijke maatregelen aangekondigd. In 1991 werd verkrachting en gedwongen seks binnen het huwelijk strafbaar gesteld, in 2003 werden de mogelijkheden voor een zelfstandige verblijfsvergunning voor slachtoffers van seksueel geweld verruimd. In 2008 volgde de Wet Tijdelijk Huisverbod.
Ook gaf D'Ancona de opdracht voor een grootschalig onderzoek naar geweld tegen vrouwen. In 1986 verscheen een eerste verkennend literatuuronderzoek en in 1989 een groot onderzoek door Renée Römkens, 'Geweld tegen vrouwen in heteroseksuele relaties: een onderzoek naar de omvang, de aard, de gevolgen en de achtergronden'.
Er volgden onderzoeken naar de factoren die leiden tot geweld. In 1987 werd het begrip 'eerwraak' en 'eergerelateerd  geweld' geïntroduceerd. Er kwam aandacht voor de emotionele band in de relatie waardoor veel vrouwen vaak toch terugkeerden naar hun partner, voor de daders en het feit dat ook mannen, jongens en ouderen slachtoffer konden zijn van huiselijk geweld. Uit de onderzoeken werd duidelijker dat huiselijk geweld een probleem is van het hele gezin en soms verschillende generaties: niet alleen slachtoffers, daders en kinderen hebben hulp nodig, ook is er een aanpak nodig voor het hele gezin, soms met andere familieleden erbij ('gezinssysteem-aanpak'), met aandacht voor preventie en nazorg. 
Het ministerie van Justitie startte in 2000 een project dat de samenwerking en effectiviteit van alle op landelijk niveau bij huiselijk geweld berokken organisaties wilde verhogen, een landelijk netwerk werd opgezet. De activiteiten van dit netwerk leidden tot de regeringsnota 'Privé geweld - Publieke zaak' (2002), waarin onder andere het plan voor een  infrastructuur om de landelijke en regionale samenwerking tegen huiselijk geweld en de kwaliteit van de hulpverlening te verbeteren. Reguliere instanties als politie, justitie, het maatschappelijk werk, de GGZ en Jeugdzorg werden daarbij betrokken. Zo ontstond er nauwe samenwerking tussen vrouwenopvang en politie die vaak als eerste signalen opvangt van huiselijk geweld. Er kwamen Steunpunten Huiselijk Geweld.
Begin 21ste eeuw is een structurele aanpak van huiselijk geweld op gang gekomen en een landelijk dekkend netwerk van organisaties betrokken bij huiselijk geweld en vrouwenopvang waar de Blijfhuizen deel van uitmaken. In 2006 verscheen een onderzoeksrapport van het ministerie van Volksgezondheid, Welzijn en Sport (VWS), 'Maat en baat van de vrouwenopvang, een onderzoek naar vraag en aanbod' (Wolf e.a.), over welke vrouwen waar werden opgevangen, hun profiel en achtergrond. Naar aanleiding van dit onderzoek werkte de brancheorganisatie Federatie Opvang aan verdere methodiek-ontwikkeling en kwaliteitsverbetering ('Verbeterplan Vrouwenopvang').

## Internationale samenwerking
Een belangrijke steun voor de maatschappelijke acties van de Blijfgroep was het VN-Vrouwenverdrag, aanvaard in 1979 en in werking getreden in 1981. Daarin werd door de VN onder andere het huiselijk geweld vermeld als vorm van discriminatoir geweld op grond van geslacht, omdat het wereldwijd vooral vrouwen en meisjes treft en omdat het geweld met name door mannen (87%) wordt gepleegd.
In september 2008 vond de eerste World Conference of Women's Shelters plaats, in Canada, waaraan circa achthonderd vrouwen en mannen deelnamen uit meer dan vijftig landen, het begin van een internationaal netwerk van vrouwenopvangorganisaties en organisaties die zich richten op het bestrijden van geweld tegen vrouwen. In  2012 vond in de Verenigde Staten de tweede wereldconferentie plaats, met vijftienhonderd deelnemers uit vijfennegentig landen. Aan beide conferenties nam een delegatie uit Nederland actief deel. Ook werd actief samengewerkt in het Europese netwerk voor vrouwenopvang (WAVE). 

## Mannenopvang (sinds 2004)
In 2007 verscheen het rapport 'Bekend maakt onbemind' (VWS), een onderzoek naar mannelijke slachtoffers van eergerelateerd geweld. Het eerste blijf-van-mijn-lijfhuis voor mannen werd in 2004 door Stichting Humanity geopend in Rotterdam. In 2008 begon een proef met vier opvangmogelijkheden met elk tien plaatsen voor mannen, met name bedoeld voor slachtoffers van geweld en mensenhandel. Een evaluatierapport, 'Pionieren in de mannenopvang', verscheen in 2012, met als conclusie dat de proef nog enige jaren zou worden doorgezet.

## De Oranje Huis-aanpak (sinds 2009)
Een Oranje Huis is een Blijf-van-mijn-lijfhuis nieuwe stijl dat herkenbaar is en eerder en completer hulp biedt bij huiselijk geweld. 
De geheimhouding van de adressen van de Blijf-van-mijn-lijfhuizen stond al langer onder druk. De locaties waren vaak bekend bij uitkeringsinstanties, gemeentelijke diensten, scholen, soms werden fouten gemaakt bij de vertrouwelijke behandeling waardoor adressen bekend werden. Buurtbewoners waren vaak op de hoogte van de locatie, bewoonsters of hun kinderen konden onzorgvuldig geweest zijn. Maar geheimhouding van de adressen hield in zekere zin ook het probleem van huiselijk geweld 'verstopt' en onzichtbaar. Veel vrouwen namen ook 'stiekem' weer contact op met hun (ex-)partner omdat ze daar toch nog behoefte aan hadden, waarbij ze zichzelf echter kwetsbaar maakten omdat hulpverleners er geen toezicht op konden houden dat dit contact niet zou leiden tot nieuwe gewelddadige escalaties. Ook voor sommige kinderen was het belangrijk om nog contact te kunnen hebben met hun vader.
Onder het motto 'Van geheim naar veilig' werd de Oranje Huis-aanpak ontwikkeld, op initiatief van Blijf-van-mijn-lijfhuis Alkmaar. De naam verwijst naar de kleuren van een stoplicht. Groen betekent: geen geweld, rood: de situatie is geëscaleerd, het slachtoffer is in groot gevaar, een strikt geheime opvang is nodig. Oranje staat voor: let op, er is sprake van huiselijk geweld maar er is nog veel aan te doen. Als doel van de Oranje Huis-aanpak werd geformuleerd: het stoppen van geweld, niet per se het beëindigen van de relatie. De verschillen met de Blijf-van-mijn-lijfhuizen zijn de zichtbaarheid en herkenbaarheid, opvang en Steunpunt Huiselijk Geweld op één plek, een geïntegreerd aanbod van advies, coördinatie, hulpverlening en opvang, directe hulp aan alle gezinsleden. Voorwaarden voor een Oranje Huis waren een gebouw dat veilig is ontworpen met bijvoorbeeld cameratoezicht en sluizen, een centrale locatie in een druk gebied, altijd aanwezigheid van personeel, een goede risicoscreening voor de veiligheid van bedreigde slachtoffers en goede samenwerking en afspraken met de politie. Het eerste Oranje Huis werd in 2010 geopend in Alkmaar. 

## Recente cijfers
Anno 2014 waren er in Nederland totaal 31 blijf-van-mijn-lijfhuislocaties, 110 locaties voor begeleid wonen (waaronder acht voor mannen) en vier 'geheime' opvanghuizen voor mensen die worden bedreigd. In 2011 maakten ongeveer duizend mensen (waarvan de helft kind was) gebruik van deze voorzieningen. Anno 2020 waren drie van alle blijf-van-mijn-lijfhuislocaties Oranje Huizen: Alkmaar (geopend in 2011), Amsterdam (geopend in 2015) en Almere (geopend in 2017); de overige blijf-van-mijn-lijfhuizen zijn geen Oranje Huizen.